# Informatyzacja
Informatyzacja – następujący po komputeryzacji proces, polegający na racjonalnym wykorzystaniu uprzednio wprowadzonych już danych do systemów informatycznych w możliwie największym dopuszczalnym zakresie przez inne systemy informatyczne.